# 排檔桿

五速手排檔位圖

排檔桿，中國大陸稱擋把，港澳稱波棍，馬新則稱牙柄，是汽車中連接到變速箱移位裝置的金属桿。排檔桿會改變齒輪傳動的方式，改變汽車的出力、速度或是行進方向，調整方式會標示在排檔頭上。以五速手排檔為例，一檔到五檔都是前進，一檔是起步或低速檔，數字越高的速度越快，R檔是倒車檔，N檔是靜止檔。
若是手排變速箱的汽車，使用排檔桿調整檔位前，需要踩下左腳離合器的踏板，使发动机脫離傳動系統和輪。而自動變速系統的汽車，包括自动变速器、自動手排變速箱、較舊的半自动变速器（手動，無離合器，例如Autostick）、以及無段變速箱車輛，都不需要實體的離合器。
隨著線傳操縱在一般汽車普及，一些車款改為旋鈕、實體按鈕或是觸控螢幕排檔，可騰出傳統排檔桿佔用的車室空間。

## 圖檔

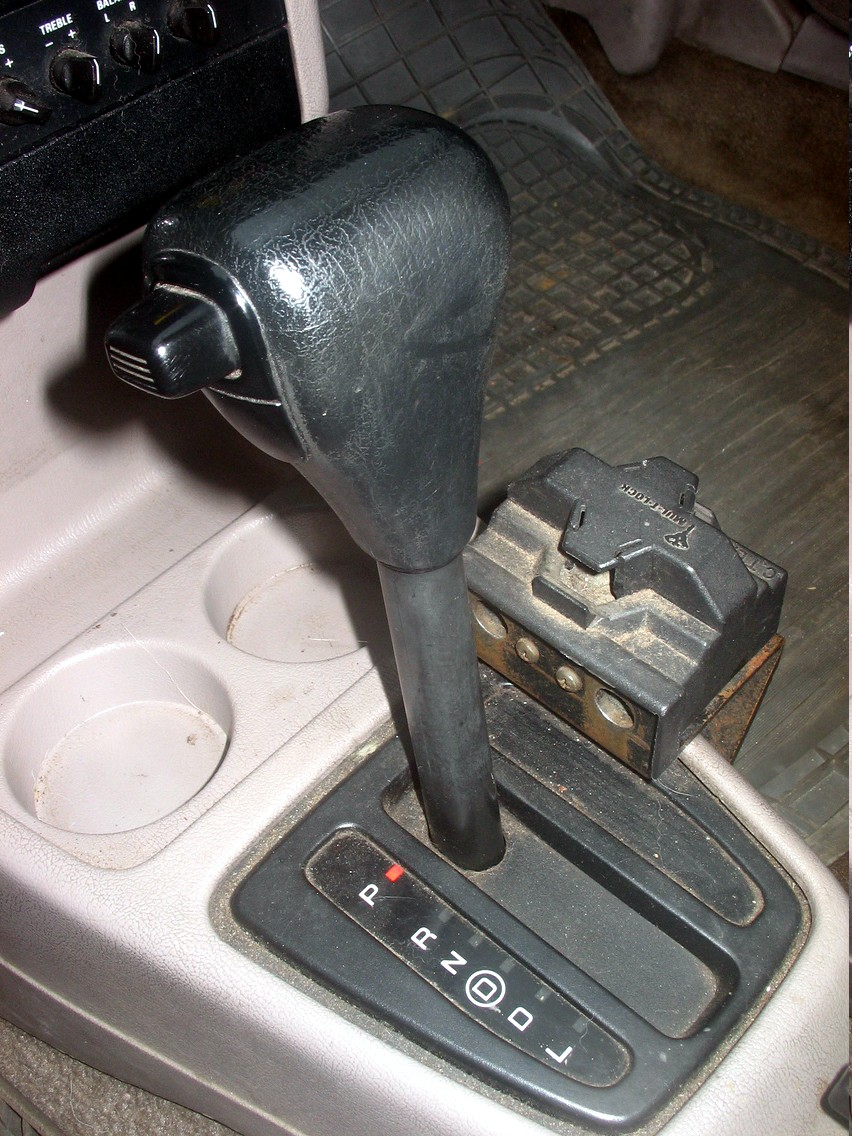
自排車的排檔桿
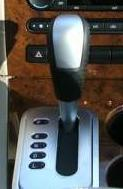
自排車的排檔桿
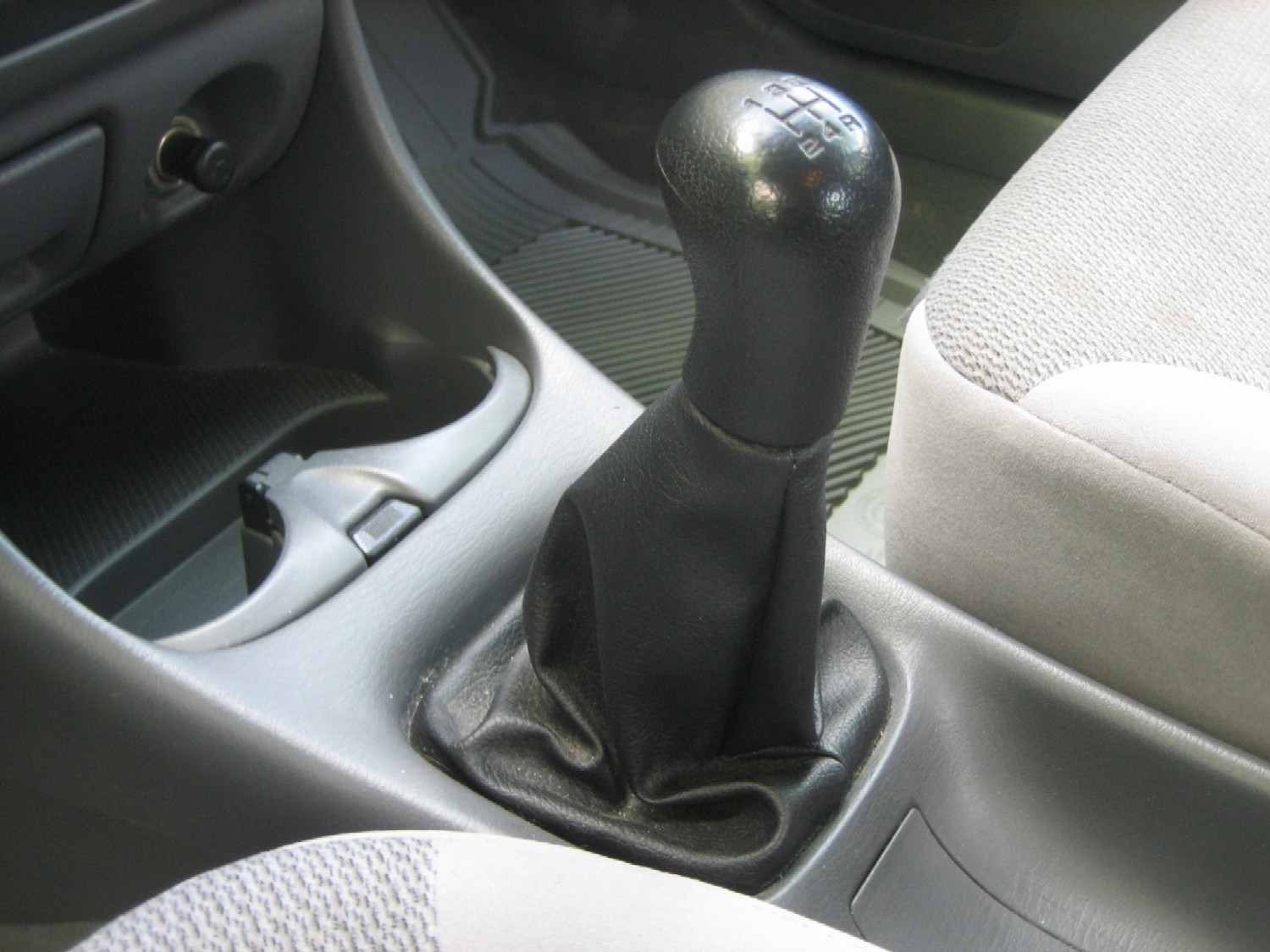
手排車的排檔桿
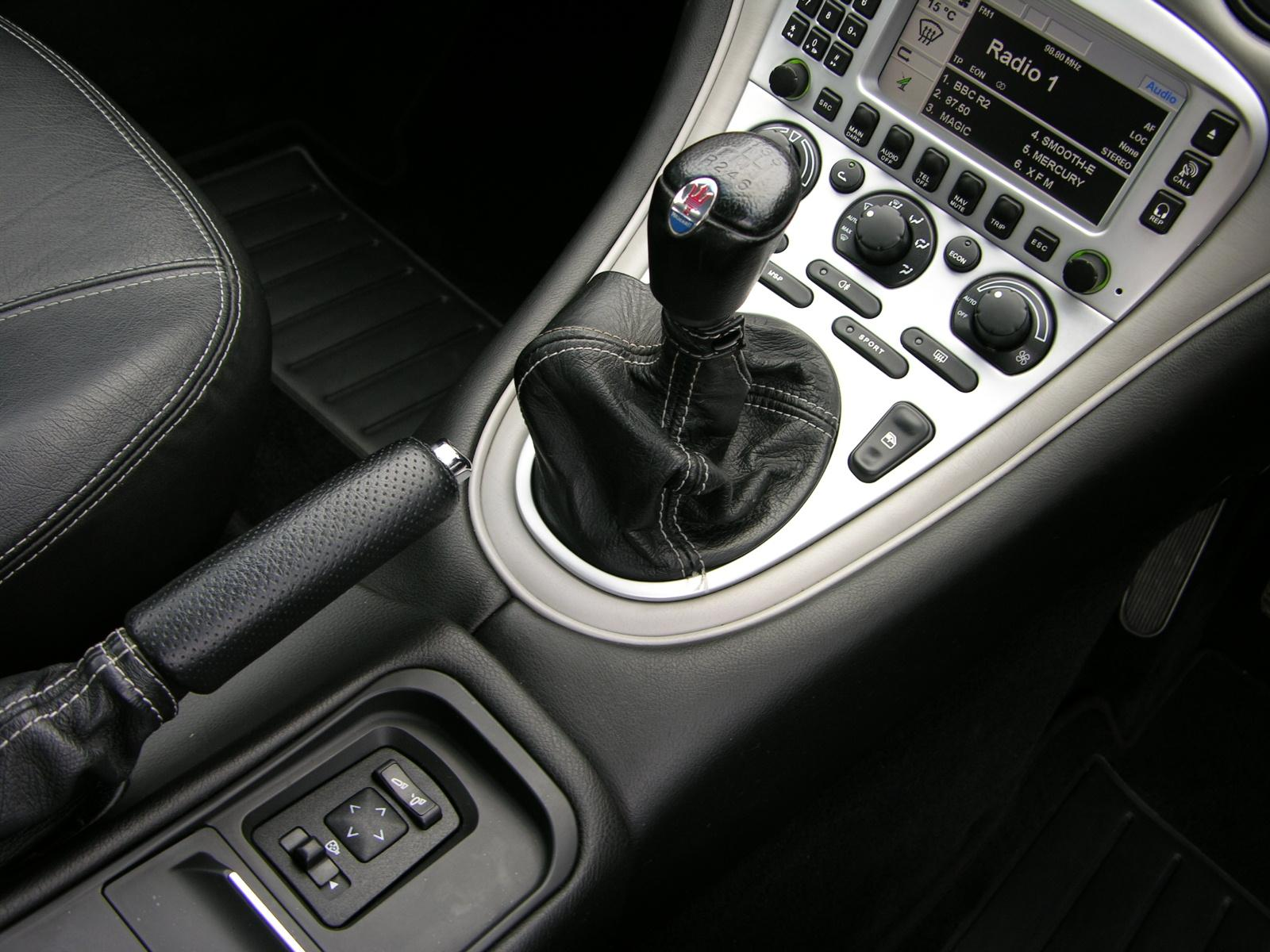
手排車的排檔桿
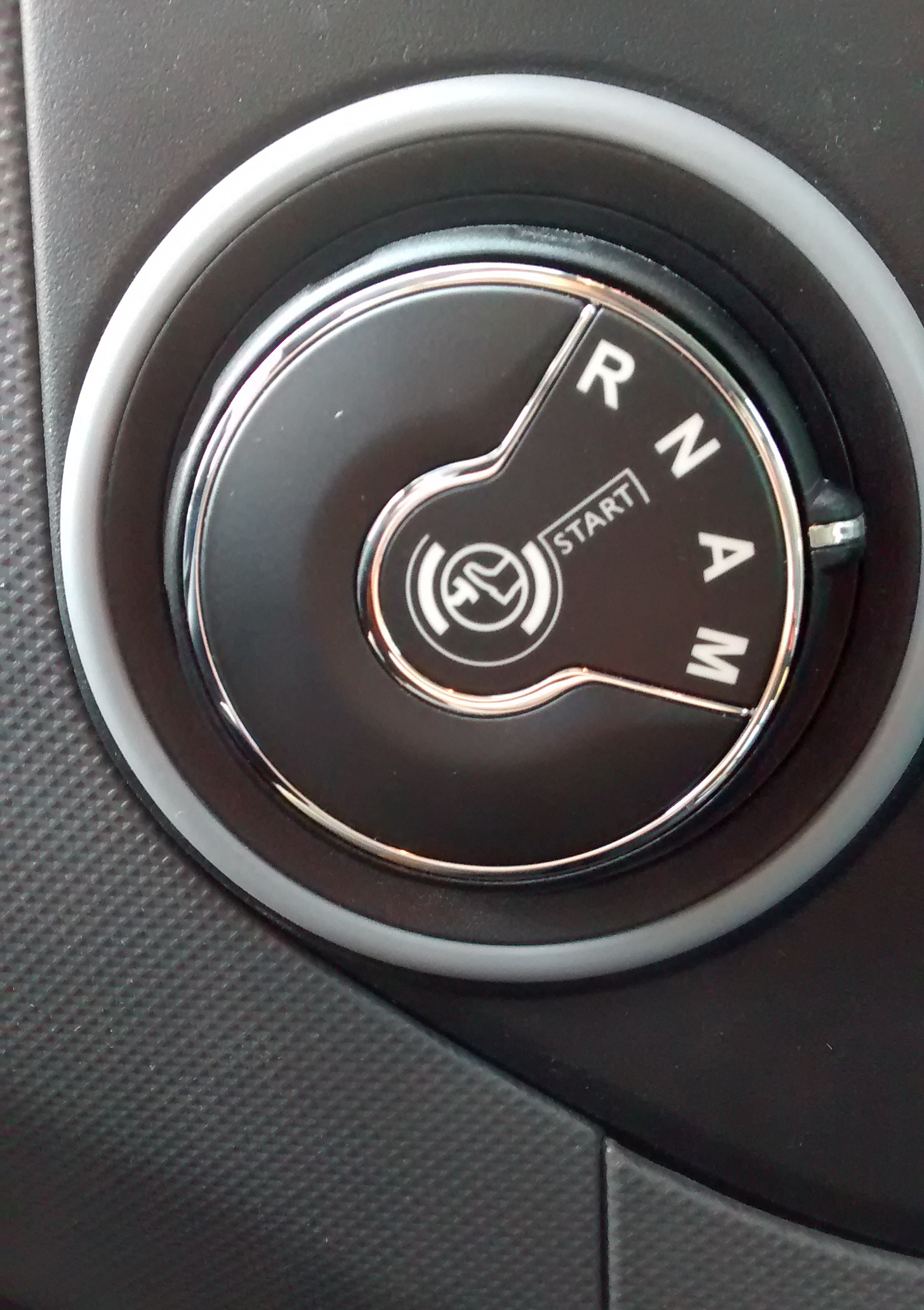
排檔旋鈕